# Evarts (Kentucky)
Pour les articles homonymes, voir Evarts.
Evarts est une ville américaine située dans le comté de Harlan, dans le Kentucky.

## Démographie
Selon le recensement de 2020, sa population est de 859 habitants. La densité y est de 826 hab./km².

## Géographie
La superficie est de 1,04 km². La surface en eau représente 4,07%.